# NGC 4165
NGC 4165 est une galaxie spirale intermédiaire située dans la constellation de la Vierge. NGC 4165 a été découverte par l'astronome prussien Heinrich d'Arrest en 1864. Cette galaxie a aussi été observée par l'astronome allemand Arnold Schwassmann le 16 novembre 1900 et elle a été inscrite à l'Index Catalogue sous la désignation IC 3035.

## Caractéristiques
La classe de luminosité de NGC 4165 est I et elle présente une large raie HI. Elle renferme également des régions d'hydrogène ionisé. De plus, c'est une galaxie LINER, c'est-à-dire une galaxie dont le noyau présente un spectre d'émission caractérisé par de larges raies d'atomes faiblement ionisés.

### Distance
Sa vitesse par rapport au fond diffus cosmologique est de 2 204 ± 24 km/s, ce qui correspond à une distance de Hubble de 32,5 ± 2,3 Mpc (∼106 millions d'al).
À ce jour, cinq mesures non basées sur le décalage vers le rouge (redshift) donnent une distance de 49,140 ± 12,633 Mpc (∼160 millions d'al), ce qui est à l'extérieur des valeurs de la distance de Hubble. Notons cependant que c'est avec la valeur moyenne des mesures indépendantes, lorsqu'elles existent, que la base de données NASA/IPAC calcule le diamètre d'une galaxie et qu'en conséquence le diamètre de NGC 4165 pourrait être d'environ 13,8 kpc (∼45 000 al) si on utilisait la distance de Hubble pour le calculer.

## Paire optique de galaxies
Selon Vaucouleur et Corwin, NGC 4165 et NGC 4168 forment une paire de galaxies. Mais, ce n'est probablement pas une paire réelle de galaxies comme plusieurs des paires mentionnées dans cet article. En effet, avec des distances respectives de 106 et 126 millions d'années-lumière, ces galaxies sont trop éloignées l'une de l'autre pour former une paire réelle.

## Supernova
La supernova SN 1971G a été découverte dans NGC 4165 le 29 mars 1971 par l'astronome italien Leonida Rosino. Cette supernova était de type Ia.